# Primer ministro del Consejo de Estado de la República Popular China
El primer ministro del Consejo de Estado de la República Popular China (chino simplificado: 中华人民共和国国务院总理, chino tradicional: 中華人民共和國國務院總理, pinyin: Zhōnghuá Rénmín Gònghéguó Guówù Yuàn Zǒnglǐ), o simplemente primer ministro o premier (总理, 總理, Zǒnglǐ), es el máximo dirigente (jefe de Gobierno) del Consejo de Estado de la República Popular China, el órgano de poder ejecutivo del Estado. El cargo se estableció en 1911, cerca del final de la dinastía Qing, pero el cargo actual data de 1954, cinco años después del establecimiento de la RPC. El primer ministro es el tercer funcionario de mayor rango en el sistema político chino, después del secretario general del Partido Comunista de China (líder del partido) y el presidente (jefe de Estado), y ostenta el rango más alto en la administración pública del gobierno central. Desde la constitución china aprobada en 1982, el primer ministro es nombrado por un mandato de cinco años, y no puede ocupar el puesto durante más de dos mandatos consecutivos. El proceso de nombramiento consta de tres partes: en primer lugar, el candidato ha de ser nombrado por el presidente de la República Popular China; en segundo lugar, ha de ser elegido por la Asamblea Popular Nacional; finalmente, el nombramiento debe ser ratificado por el presidente. 
El primer ministro preside las reuniones plenarias y ejecutivas del Consejo de Estado y asume la dirección general de su labor. También firma las regulaciones administrativas aprobadas por el Consejo de Estado y las órdenes que aprueban el nombramiento y la destitución de los funcionarios de nivel viceministerial del Consejo de Estado, así como de los jefes ejecutivos de Hong Kong y Macao . El primer ministro cuenta con la asistencia de cuatro vice primeros ministros y consejeros de estado en sus funciones. En el sistema político chino, generalmente se considera que el primer ministro es el responsable de la gestión económica. 
El primer ministro es elegido constitucionalmente por la Asamblea Popular Nacional (APN) y rinde cuentas ante ella y su Comité Permanente. El primer ministro ejerce su cargo por un período de cinco años, renovable una vez consecutivamente. Todos los primeros ministros han sido miembros del Comité Permanente del Politburó del PCCh desde la fundación de la República Popular China en 1949, salvo breves periodos de transición. El actual primer ministro es Li Qiang, quien asumió el cargo el 11 de marzo de 2023, sucediendo a Li Keqiang.
El actual premier del Consejo de Estado es Li Qiang, que sucedió a Li Keqiang en 2023.

## Historia
A principios del siglo XX, el gobierno de la dinastía Qing comenzó a implementar reformas constitucionales en China para prevenir una revolución. Las reformas incluyeron el Esquema de la Constitución Imperial, aprobado en 1908, que disponía la celebración de elecciones para las asambleas provinciales en el plazo de un año. En mayo de 1911, el gobierno sustituyó al Gran Consejo por un gabinete de trece miembros, encabezado por el príncipe Qing, quien fue nombrado primer ministro del Gabinete Imperial. Sin embargo, el gabinete incluía a nueve manchúes , siete de los cuales pertenecían al clan imperial. Este "Gabinete de los Príncipes" fue impopular entre el pueblo y se consideró una medida reaccionaria, llegando a ser descrito en un momento como "el antiguo Gran Consejo bajo la apariencia de gabinete, la autocracia bajo la apariencia de constitucionalismo".
Cuando estalló el levantamiento de Wuchang en noviembre de 1911, la corte imperial convocó al general Yuan Shikai para comandar el Ejército de Beiyang y sofocar la revolución. Fue nombrado primer ministro el 2 de noviembre de 1911, poco después de la dimisión del príncipe Qing. Permaneció en el cargo hasta marzo de 1912, cuando negoció con la emperatriz viuda Longyu la abdicación del emperador Xuantong. Sin embargo, el cargo fue restaurado brevemente en julio de 1917 durante el intento de Zhang Xun de restaurar la monarquía Qing, pero solo lo ejerció durante unos días antes de que Pekín fuera retomada por las fuerzas republicanas. 
Tras la caída de la dinastía Qing, el cargo de primer ministro de la República de China fue designado primer ministro del Gabinete (內閣總理) en 1912. En 1914, se lo cambió por Secretario de Estado (國務卿) y en 1916, por el Gobierno de Beiyang, por primer ministro del Consejo de Estado (國務總理). En 1928, el Gobierno del Kuomintang (KMT) estableció el Yuan Ejecutivo, y Tan Yankai fue su primer presidente. Se formalizó en 1947 tras la aprobación de la Constitución de la República de China. El cargo fue abolido en China continental, pero se mantuvo en Taiwán desde 1949.
El puesto de la República Popular China fue establecido inicialmente por la Ley Orgánica del Gobierno Popular Central, aprobada por la Conferencia Consultiva Política del Pueblo Chino el 29 de septiembre de 1949, como primer ministro del Consejo de Administración Gubernamental del Gobierno Popular Central. Zhou Enlai fue designado primer ministro inmediatamente después de la proclamación de la República Popular China el 1 de octubre de 1949. Con la adopción de una constitución en 1954, el puesto pasó a denominarse primer ministro del Consejo de Estado de la República Popular China.
Desde la década de 1980, ha habido una división de responsabilidades entre el primer ministro y el secretario general del Partido Comunista Chino (PCCh), en la que el primer ministro es responsable de la economía y los detalles técnicos de la implementación de la política gubernamental, mientras que el secretario general reúne el apoyo político necesario para la política gubernamental. Sin embargo, los observadores consideraron que esto se revirtió bajo el liderazgo del secretario general del PCCh, Xi Jinping , quien ha centralizado el poder en torno a sí mismo y ha asumido la responsabilidad sobre áreas que tradicionalmente eran dominio del primer ministro, incluida la economía.
Históricamente, el primer ministro se elegía dentro del PCCh mediante deliberaciones entre los miembros del Politburó en ejercicio y los miembros retirados del mismo, como parte del proceso de determinación de la composición del nuevo Comité Permanente del Politburó. En este proceso informal, el futuro primer ministro se elige inicialmente como vice primer ministro antes de asumir el cargo durante una ronda posterior de transiciones de liderazgo. Esto cambió con Xi, ya que su aliado y actual primer ministro, Li Qiang, nunca llegó a ser vice primer ministro.

## Elección
Oficialmente, el primer ministro es nombrado por la Asamblea Popular Nacional a propuesta del presidente. La APN también tiene la facultad de destituir al primer ministro y a otros funcionarios estatales. Las elecciones y destituciones se deciden por mayoría de votos.
La duración del mandato del primer ministro es la misma que la del Congreso Nacional del Pueblo (CNP), es decir, cinco años, y está limitado a dos mandatos consecutivos. Inmediatamente después de las elecciones, el presidente firma la orden presidencial que formaliza su nombramiento. Desde 2018, el primer ministro debe recitar el juramento constitucional antes de asumir el cargo.

## Potestades
El primer ministro es el cargo administrativo más alto del gobierno de China. Preside el Consejo de Estado. y es responsable de organizar y administrar la burocracia civil china. Por ejemplo, se encarga de planificar e implementar el desarrollo económico y social nacional y el presupuesto estatal. Siempre ha sido miembro del Comité Permanente del Politburó del Partido Comunista de China. También lidera el Grupo de Miembros Dirigentes del Partido, responsable de supervisar la implementación de las políticas del Comité Central del PCCh en el Consejo de Estado.
Las funciones del primer ministro incluyen la supervisión de los diversos ministerios, departamentos, comisiones y organismos estatutarios. El primer ministro también puede proponer el establecimiento, la fusión o la disolución de ministerios, decisión que posteriormente tomará la Asamblea Popular Nacional o su Comité Permanente. El primer ministro nomina oficialmente a los candidatos a los vice primeros ministros, a los consejeros de estado, a los cargos ministeriales y al secretario general del Consejo de Estado para su nombramiento por la Asamblea Popular Nacional. Los vice primeros ministros asisten al primer ministro en sus funciones. El vice primer ministro de mayor rango actúa en su calidad de primer ministro en su ausencia.
El primer ministro preside las reuniones plenarias y ejecutivas del Consejo de Estado. Las reuniones ejecutivas incluyen al primer ministro, los vice primeros ministros, los consejeros de estado y el secretario general del Consejo de Estado, y se llevan a cabo dos o tres veces al mes, y pueden realizarse en cualquier momento si es necesario. El Consejo de Estado tiene la autoridad para emitir propuestas a la APN y su Comité Permanente, que deben ser aprobadas por el primer ministro. También puede redactar o abolir regulaciones administrativas, que luego son firmadas y promulgadas por el primer ministro. El primer ministro presenta un informe de trabajo del gobierno en la sesión anual de la APN. El primer ministro también firma la orden que aprueba los nombramientos o destituciones de los funcionarios del Consejo de Estado a nivel de viceministro, así como del Jefe Ejecutivo de Hong Kong y el Jefe Ejecutivo de Macao.
El primer ministro no tiene autoridad de mando sobre las Fuerzas Armadas, pero generalmente es el jefe de la Comisión Nacional de Movilización de Defensa, que es un departamento de las fuerzas armadas. El Consejo de Estado tiene la autoridad de imponer la ley marcial en subdivisiones por debajo de las divisiones administrativas de nivel provincial, que luego el primer ministro proclama en una orden; El primer ministro Li Peng una vez utilizó la autoridad para imponer la ley marcial en partes de Beijing y para ordenar el restablecimiento del orden de la revuelta de la Plaza de Tiananmen en 1989.

## Lista de primeros ministros de la República Popular China
| Presidente | Presidente | Presidente              | Inicio                   | Fin                      | Partido | Partido                    | Nota |
| ---------- | ---------- | ----------------------- | ------------------------ | ------------------------ | ------- | -------------------------- | --- |
| 1º         |            | Zhou Enlai (1898-1976)  | 1 de octubre de 1949     | 8 de enero de 1976       |         | Partido Comunista de China | Asumió el cargo de primer ministro tras la proclamación de la República Popular China. Desempeñó el cargo hasta su muerte. |
| 2º         |            | Hua Guofeng (1921-2008) | 4 de febrero de 1976     | 10 de septiembre de 1980 |         | Partido Comunista de China | |
| 3º         |            | Zhao Ziyang (1919-2005) | 10 de septiembre de 1980 | 24 de noviembre de 1987  |         | Partido Comunista de China | |
| 4º         |            | Li Peng (1928-2019)     | 24 de noviembre de 1987  | 17 de marzo de 1998      |         | Partido Comunista de China | |
| 5º         |            | Zhu Rongji (1928)       | 17 de marzo de 1998      | 15 de marzo de 2003      |         | Partido Comunista de China | |
| 6º         |            | Wen Jiabao (1942)       | 15 de marzo de 2003      | 15 de marzo de 2013      |         | Partido Comunista de China | |
| 7º         |            | Li Keqiang (1955-2023)  | 15 de marzo de 2013      | 11 de marzo de 2023      |         | Partido Comunista de China | |
| 8º         |            | Li Qiang (1959)         | 11 de marzo de 2023      | En el cargo              |         | Partido Comunista de China | |